# Paul-Albert Faveau
Paul-Albert Faveau CM (chiń. 田法服; ur. 6 kwietnia 1859 w Crochte, zm. 23 marca 1949) – francuski duchowny rzymskokatolicki, lazarysta, misjonarz, wikariusz apostolski Zachodniego Zhejiangu i Hangzhou.

## Biografia
26 września 1885 złożył pierwsze śluby zakonne. 15 sierpnia 1887 przyjął święcenia prezbiteriatu i został kapłanem Zgromadzenia Księży Misjonarzy. 
10 maja 1910 papież Pius X mianował go pierwszym w historii wikariuszem apostolskim Zachodniego Zhejiangu oraz biskupem tytularnym tamasuskim. 2 października 1910 w Ningbo przyjął sakrę biskupią z rąk wikariusza apostolskiego Wschodniego Zhejiangu Paula-Marii Reynauda CM. Współkonsekratorami byli wikariusz apostolski Wschodniego Zhili Ernest Frans Geurts CM oraz wikariusz apostolski Północnego Jiangxi Paul-Léon Ferrant CM.
3 grudnia 1924 wikariat apostolski Zachodniego Zhejiangu zmienił nazwę na wikariat apostolski Hangzhou. Tym samym zmienił się tytuł bpa Faveau.
Mając 77 lat wysłał do papieża Piusa XI rezygnację z katedry, którą papież przyjął 18 lutego 1937. Zmarł 23 marca 1949 w Chinach.